# Pizzo Bianco (Bernina)
Il Pizzo Bianco (3.995 m s.l.m. - in romancio Piz Alv) è una elevazione situata a nord del Pizzo Bernina nelle Alpi del Bernina. Per la sua collocazione può essere definita un'anticima del Pizzo Bernina.

## Descrizione
Di particolare rilievo è la sua cresta nord detta Biancograt: linea di ascesa alpinistica.